# Usuda
Usuda (臼田町?, Usuda-machi) era una cittadina del distretto di Minamisaku,
nella prefettura di Nagano, in Giappone. Il 1º aprile 2005, la municipalità di Usuda è stata abolita ed inglobata amministrativamente nella città di Saku. Nel 2003 Usuda aveva una popolazione di 15.731 persone e una densità di 189,05 persone per km². La sua superficie era di 83,21 km².
| Controllo di autorità | VIAF (EN) 150131782 · LCCN (EN) n83034398 · J9U (EN, HE) 987007536510905171 · NDL (EN, JA) 00308137 |